# Gran Premio Femenino de Plouay 2020
La 22.ª edición del Gran Premio Femenino de Plouay (oficialmente: Grand Prix de Plouay Lorient Agglomération) se celebró el 26 de agosto de 2020 sobre un recorrido de 101,1 km con inicio y final en la ciudad de Plouay en Francia.
La carrera formó parte del UCI WorldTour Femenino 2020 como competencia de categoría 1.WWT del calendario ciclístico de máximo nivel mundial siendo la tercera carrera corrida en la temporada 2020 en dicho circuito y fue ganada por la británica Elizabeth Deignan del equipo Trek-Segafredo Women. El podio lo completaron la también británica Elizabeth Banks del equipo Paule Ka y la italiana Chiara Consonni del equipo Valcar-Travel & Service.

## Equipos
Tomaron la salida un total de 18 equipos, de los cuales participaron los 8 equipos de categoría UCI WorldTeam Femenino habilitados y 10 equipos de categoría UCI Continental Team Femenino invitados por la organización de la carrera, quienes conformaron un pelotón de 106 ciclistas de las cuales terminaron 76. Los equipos participantes fueron:
| translation for headoftableIII_translate index 58 not found (8)- Canyon-SRAM Racing - Mitchelton-Scott - Alé BTC Ljubljana - CCC-Liv - FDJ-Nouvelle Aquitaine-Futuroscope - Trek-Segafredo - Sunweb Women - Movistar Team UCI Women's continental teams (6)- Boels Dolmans - Paule Ka - Cogeas Mettler Look - Arkéa Pro Cycling Team - Ceratizit-WNT Pro Cycling - Charente-Maritime Women Cycling Equipo regional y de club- Centro Mundial de Ciclismo Unknown team category (3)- Parkhotel Valkenburg-Destil - Valcar-Travel & Service - Lotto Soudal Ladies |
| |

## Clasificaciones finales
Las clasificaciones finalizaron de la siguiente forma:

### Clasificación general
| \| Clasificación general \| Clasificación general \| Clasificación general \| Clasificación general \| Clasificación general \| \| Ciclista \| Ciclista \| Equipo \| Tiempo \| \| \| --------------------- \| ------------------------- \| ---------------------------------- \| --------------------- \| --------------------- \| \| 1.ª \| Lizzie Deignan \| Trek-Segafredo \| 2 h 43 min 40 s \| \| \| 2.ª \| Elizabeth Banks \| Paule Ka \| + 0 s \| \| \| 3.ª \| Chiara Consonni \| Valcar-Travel & Service \| + 1 min 13 s \| \| \| 4.ª \| Marta Bastianelli \| Alé BTC Ljubljana \| + 1 min 13 s \| \| \| 5.ª \| Elena Cecchini \| Canyon-SRAM Racing \| + 1 min 13 s \| \| \| 6.ª \| Arianna Fidanza \| Lotto Soudal Ladies \| + 1 min 13 s \| \| \| 7.ª \| Marta Lach \| CCC-Liv \| + 1 min 13 s \| \| \| 8.ª \| Maria Giulia Confalonieri \| Ceratizit-WNT Pro Cycling \| + 1 min 13 s \| \| \| 9.ª \| Alicia González \| Movistar Team \| + 1 min 13 s \| \| \| 10.ª \| Stine Borgli \| FDJ-Nouvelle Aquitaine-Futuroscope \| + 1 min 13 s \| \| |                           |                                    |                 |
| |                           |                                    |                 |
| Fuentes: ProCyclingStats Cycling Quotient |                           |                                    |                 |
| Clasificación general |                           |                                    |                 |
| Ciclista | Ciclista                  | Equipo                             | Tiempo          |
| 1.ª | Lizzie Deignan            | Trek-Segafredo                     | 2 h 43 min 40 s |
| 2.ª | Elizabeth Banks           | Paule Ka                           | + 0 s           |
| 3.ª | Chiara Consonni           | Valcar-Travel & Service            | + 1 min 13 s    |
| 4.ª | Marta Bastianelli         | Alé BTC Ljubljana                  | + 1 min 13 s    |
| 5.ª | Elena Cecchini            | Canyon-SRAM Racing                 | + 1 min 13 s    |
| 6.ª | Arianna Fidanza           | Lotto Soudal Ladies                | + 1 min 13 s    |
| 7.ª | Marta Lach                | CCC-Liv                            | + 1 min 13 s    |
| 8.ª | Maria Giulia Confalonieri | Ceratizit-WNT Pro Cycling          | + 1 min 13 s    |
| 9.ª | Alicia González           | Movistar Team                      | + 1 min 13 s    |
| 10.ª | Stine Borgli              | FDJ-Nouvelle Aquitaine-Futuroscope | + 1 min 13 s    |

## Ciclistas participantes y posiciones finales
Convenciones:
- AB-N: Abandono en la etapa N
- FLT-N: Retiro por llegada fuera del límite de tiempo en la etapa N
- NTS-N: No tomó la salida para la etapa N
- DES-N: Descalificado o expulsado en la etapa N

## UCI WorldTour Femenino
El Gran Premio Femenino de Plouay otorgó puntos para el UCI World Ranking Femenino para corredoras de los equipos en las categorías UCI Team Femenino. Las siguientes tablas muestran el baremo de puntuación y las 10 corredoras que obtuvieron más puntos:
| Posición   | 1.ª | 2.ª | 3.ª | 4.ª | 5.ª | 6.ª | 7.ª | 8.ª | 9.ª | 10.ª | 11.ª | 12.ª | 13.ª | 14.ª | 15.ª | 16.ª-20.ª | 21.ª-30.ª | 31.ª-40.ª |
| Puntuación | 400 | 320 | 260 | 220 | 180 | 140 | 120 | 100 | 80  | 68   | 56   | 48   | 40   | 32   | 28   | 24        | 16        | 8         |

| Clasificación |                           |                                    |        |
| Posición      | Ciclista                  | Equipo                             | Puntos |
| ------------- | ------------------------- | ---------------------------------- | ------ |
| 1.ª           | Elizabeth Deignan         | Trek-Segafredo                     | 400    |
| 2.ª           | Elizabeth Banks           | Paule Ka                           | 320    |
| 3.ª           | Chiara Consonni           | Valcar-Travel & Service            | 260    |
| 4.ª           | Marta Bastianelli         | Alé BTC Ljubljana                  | 220    |
| 5.ª           | Elena Cecchini            | Canyon SRAM Racing                 | 180    |
| 6.ª           | Arianna Fidanza           | Lotto Soudal Ladies                | 140    |
| 7.ª           | Marta Lach                | CCC-Liv                            | 120    |
| 8.ª           | Maria Giulia Confalonieri | Ceratizit-WNT                      | 100    |
| 9.ª           | Alicia González           | Movistar                           | 80     |
| 10.ª          | Stine Borgli              | FDJ Nouvelle Aquitaine Futuroscope | 68     |